# Вјаземско побрђе
Вјаземско побрђе (рус. Вяземская возвышенность) благо је заталасано подручје моренског порекла у европском делу Руске Федерације, на истоку Смоленске области. Представља источни огранак пространијег Смоленског побрђа и уједно је његов највиши део са максималном висином од 319,8 метара. Територијално се налази на подручју Вјаземског рејона Смоленске области.
Геолошки, формирана је у преквартарном периоду и у њеној основи леже кречњаци карбонске старости. Највећи део побрђа је на површини прекривен моћним наслагама леса. Представља природно развође за сливове Дњепра, Угре и Вазузе.